# Конвой M-12
Конвой M-12 — японський конвой часів Другої світової війни, проведення якого відбувалось у лютому 1944-го.
M-12 належав до серії конвоїв, які в 1943—1944 роках ходили між розташованим на північному сході Нідерландської Ост-Індії островом Хальмахера (зокрема, відігравав важливу роль у постачанні японських сил на заході Нової Гвінеї) та важливим транспортним хабом у Манілі.
До складу конвою, що 14 лютого 1944-го вийшов із затоки Кау (глибоко вдається в острів Хальмахера з півночі), увійшли транспорти «Мідзухо-Мару» (Mizuho Maru), «Міцукі-Мару», «Кенва-Мару», «Тонегава-Мару», «Курогане-Мару» та «Вельс-Мару», тоді як охорону забезпечували тральщик W-4 та патрульний корабель PB-105.
Невдовзі після опівночі 16 лютого 1944-го «Кенва-Мару» був невдало атакований підводним човном, ймовірно, американським USS Crevalle, а ввечері тієї ж доби W-4 відокремився від М-12 та наступної доби узявся за ескортування конвою H-17, що прямував до острова Хальмахера.
19—21 лютого 1944-го М-12 побував на острові Себу (центральна частина Філіппінського архіпелагу), а 22 лютого прибув до Маніли.